# You (Keyshia Cole)
You è un singolo della cantante statunitense Keyshia Cole, in collaborazione con i rapper Remy Ma e French Montana. Il brano è pubblicato nel gennaio 2017 ed estratto dall'album 11:11 Reset.

## Tracce
- Download digitale

1. You (featuring Remy Ma & French Montana) – 3:52